# John W. Campbell
John Wood Campbell, Jr., född 8 juni 1910 i Newark, New Jersey, död 11 juli 1971. Från 1937 och fram till sin död var han redaktör för science fiction-tidskriften Astounding Science Fiction, från 1960 med namnet Analog Science Fiction. Innan dess var han författare inom science fiction, bland annat till den mycket kända Who Goes There?.

## Utbildning och författarskap
Campbell hade en examen i fysik från MIT (1932) men debuterade redan 1930 som ung författare med When the Atoms failed. Senare skrev han en serie rymdopera-historier, det vill säga berättelser i samma stil som E. E. Smith, med galaktiska imperiestater, jättelika rymdfarkoster, interplanetariska krig och vackra prinsessor. Redan 1934 ändrade dock Campbell stil i det att han skrev den genreklassiska Twilight, hållen i en sobrare och mera litterär stil och därför publicerad under pseudonymen Don A. Stuart. Den och andra klassiker finns återtryckt i Best of-samlingen (se nedan).

## Redaktörskap
I september 1937 blev Campbell utsedd till redaktör för Astounding Science Fiction och fungerade därefter främst som redaktör. Under hans redaktörskap kom tidskriften att släppa fram flera stora science fiction-författare som Robert A. Heinlein, Isaac Asimov, A.E. van Vogt, och Theodore Sturgeon. Han gav också stimulans åt Clifford D. Simak att återuppta sitt författarskap. Som redaktör var Campbell mycket aktiv och hade ett stort inflytande på den form berättelserna tog. Bland annat fick han Asimov att inse att dennes robotnoveller förutsatte de sedermera så berömda tre robotlagarna, vilket Asimov själv berättat.
Astounding Science Fiction präglades till stor del av Campbells persona, och hans ledare blev med tiden alltmer excentriska och lagda åt det pseudovetenskapliga hållet. Bland annat introducerades i Astounding Science Fiction för första gången L. Ron Hubbards idé om en påstått ny mental vetenskap kallad Dianetik, som senare utvecklades till Scientologin. Från femtiotalets början hade Campbell långt ifrån det dynamiska inflytande över utvecklingen inom science fiction som han haft under de gyllene åren i fyrtiotalets början. Dock fortsatte han även senare att publicera stora verk, som Frank Herberts Dune (1963-65).
Campbell utgav under tidigt fyrtiotal också fantasytidskriften Unknown, främst inriktad på vardagligt hållna skräckberättelse med undvikande av de vanliga blodiga klichéerna.  Här medverkade Ray Bradbury, Theodore Sturgeon, Fredric Brown och en rad andra författare annars mest kända för sin science fiction. Unknown var en efterföljare till Weird Tales, och en föregångare till The Magazine of Fantasy and Science Fiction.